# 1997 AK21
1997 AK21 är en asteroid i huvudbältet som upptäcktes den 9 januari 1997 av de båda japanska astronomerna Seiji Ueda och Hiroshi Kaneda i Kushiro.
Asteroiden har en diameter på ungefär 6 kilometer och den tillhör asteroidgruppen Vesta.